# Euro Tarsilli
Euro Tarsilli (Belvedere Ostrense, 18 settembre 1962 – Siena, 21 gennaio 1982) è stato un carabiniere italiano.

## Biografia
Carabiniere ausiliario, venne ucciso, insieme al collega Giuseppe Savastano, in un conflitto a fuoco con i Comunisti Organizzati per la Liberazione Proletaria a bordo di un autobus di linea Siena-Montalcino, fermato per un controllo di routine; l'autobus era stato rubato dai terroristi dopo una rapina.
Il comune di Belvedere Ostrense gli ha dedicato una via.